# De verloofdes van meneer Hire
De verloofdes van meneer Hire (oorspronkelijke titel: Les Fiançailles de M. Hire) is een politieroman van de Franstalige Belgische auteur Georges Simenon. De Franstalige versie werd voor het eerst gepubliceerd bij A. Fayard in 1933. In 1943 werd het manuscript op initiatief van Simenon geveild ten bate van krijgsgevangenen.
De roman van Simenon werd in 2023 onder de titel Monsieur Hire verfilmd  door Patrice Leconte, met in de hoofdrollen Michel Blanc en Sandrine Bonnaire.

## Samenvatting
In Villejuif, een Parijse buitenwijk, wordt het lijk van een prostituee gevonden op een braakliggend terrein. De politie is ervan overtuigd dat het om een sadistische misdaad gaat. De conciërge van een huis in de buurt getuigt dat zijn huurder, M. Hire, op de avond van de moord met een bebloede zakdoek en een wonde aan zijn kin binnenkwam. M. Hire is niet geliefd. Hij is een eenzaat die af en toe gaat bowlen en prostituees bezoekt. De politie kent hem als een kleine boef, die ook al in de gevangenis heeft gezeten. Monsieur Hire wordt opgejaagd door een detective die de moord onderzoekt. Hij is ook een voyeur, die zijn mooie buurvrouw Alice aan de overkant bespioneert. Door Alice te observeren komt hij erachter dat haar verloofde de moordenaar is die iedereen zoekt. Uiteindelijk merkt Alice hem op. Zij manipuleert hem zodanig dat hij niets over haar vriend aan de politie verklapt. M. Hire gelooft dat zij echt verliefd is op hem. Hij stelt haar voor om haar vriend te verlaten en met hem mee te gaan naar zijn huisje in Zwitserland, waar hij voor haar zal zorgen. Hij maakt zichzelf echter zodanig verdacht dat hij bij zijn arrestatie nauwelijks aan een lynchpartij weet te ontsnappen door langs de daken te vluchten. Hij valt en sterft in de armen van een van de brandweermannen die ter hulp zijn geroepen.

## Nederlandse vertaling
- De verloofdes van meneer Hire (vertaald door Hélène Erwich, Pandora Pockets, 2004). Eenmalige druk; is alleen nog tweedehands verkrijgbaar.